# Франческо Фуріні
Франческо Фуріні (італ. Francesco Furini, 10 квітня 1603, Флоренція — 19 серпня 1646, Флоренція) — італійський художник і поет доби бароко.

## Біографія
Походить з родини художника. Батько, Філіппо Фуріні, був портретистом. Перші художні навички отримав в майстерні батька.

### Римський період
Вже шістнадцятирічним юнаком Фуріні відбув у Рим на стажування у супроводі художника Джованні да Сан Джованні . Папська столиця і її художники того часу ще перебували під впливом художньої манери Караваджо. Художні кола Риму розділились на прихильників і послідовників Караваджо та на представників «Величної манери», прибічників академізму, офіційно підтриманих папським двором та римською академією Св. Луки.
У Римі ще працюють художники, що знали живого Караваджо і котрі вдало експлуатували зовнішні ознаки його манери, як італійські, так і іноземні( Бартоломео Манфреді, Ніколо Реньєрі, Джованні Бальйоне, Томмазо Саліні).
Художня манера Караваджо справила враження і на молодого Франческо Фуріні. Він теж експериментував з бічним освітленняим і фігурами на темному тлі у пом'якшеному нерізкому варіанті. Стажування в Римі розтяглося на три роки (1619—1622). Твори римського періоду мають відбиток пошани митців Відродження, цитат з античних скульптур і прагнення засвоїти тендітні і ніжні фігури Гвідо Рені. Фуріні ще не завжди долає скутість власних персонажів і має слабкі композиції.
У 1623 році Фуріні співпрацював у палаццо Бентівольйо ( нині Паллавічіні-Роспільозі) над закінченням фресок, створених на замовлення кардинала Гвідо Бентівольйо.

### Праця у Флоренції
Практично все життя перебував і працював у Флоренції. Є відомості, що на короткий термін відвідав Венецію. Активно розробляв міфологічні і релігійні сюжети.
Почав спеціалізуватися на зображеннях оголеної жіночої натури. Часто це жіноча фігура або фігури, що домінують в картині. Еротичність притаманна і більшості релігійних картин художника, що мало рахувався з заборонними настановами католицької церкви. Значна продукція художника зрілих років — численні варіанти з «каяттям Марії Магдалини», «Святої Агати», «Скутої Андромеди» тощо. Художні критики пізніше, спираючись на пересічну продукцію, говоритимуть про «хворобливу сентиментальність» цих картин. Іноді він долав «хворобливу сентиментальність» і піднімався до справжніх висот драматизму чи навіть трагізму («Артемізія», « Юдиф у наметі убитого Олоферна», 1636, Рим), але цих творів небагато.

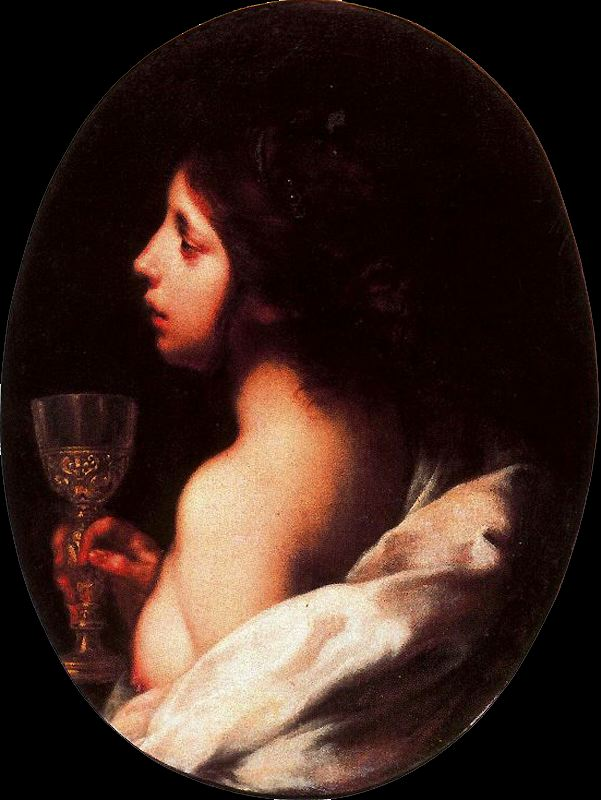
«Алегорія християнської віри», 1645
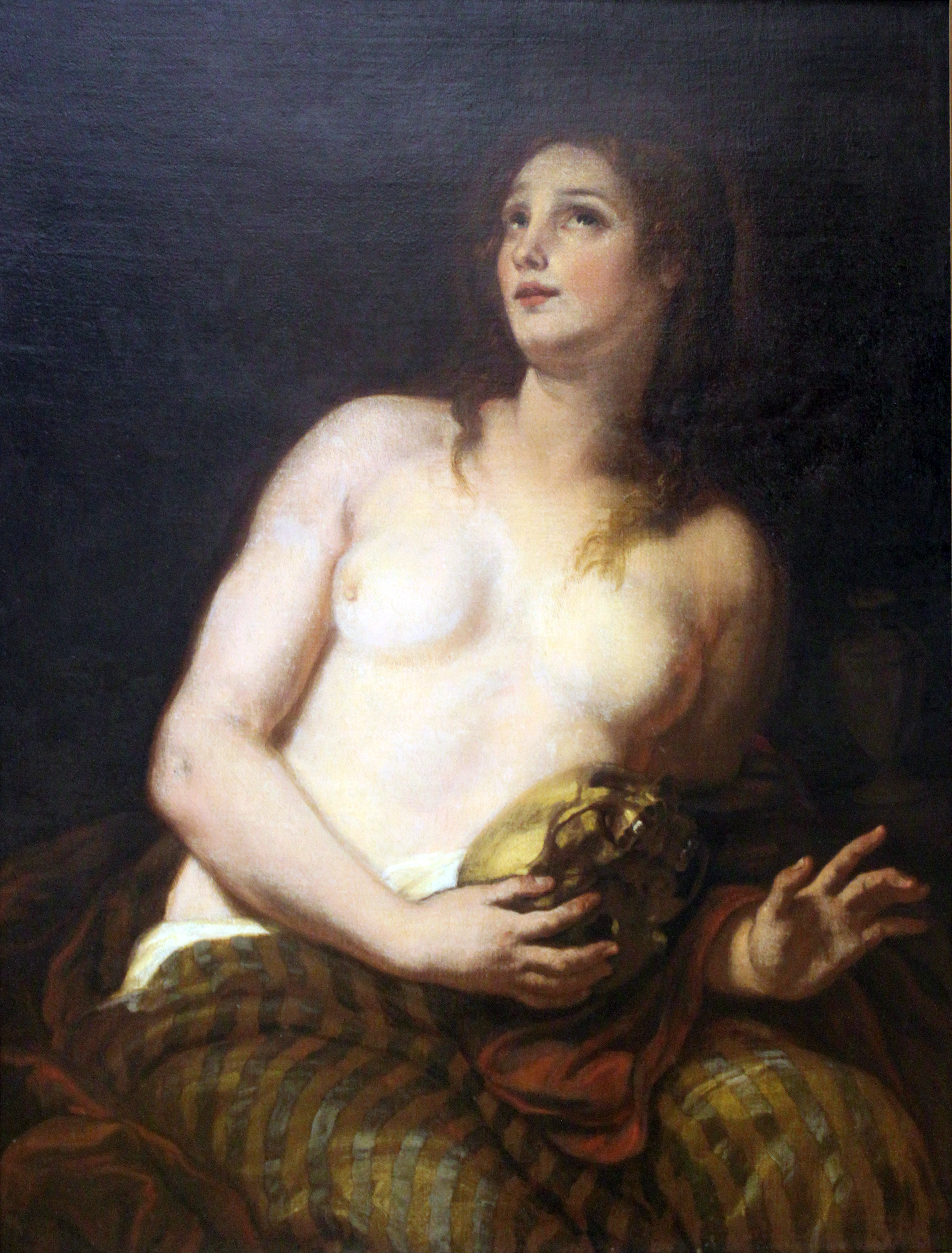
«Марія Магдалина », 1641, Єкатеринбург, Росія
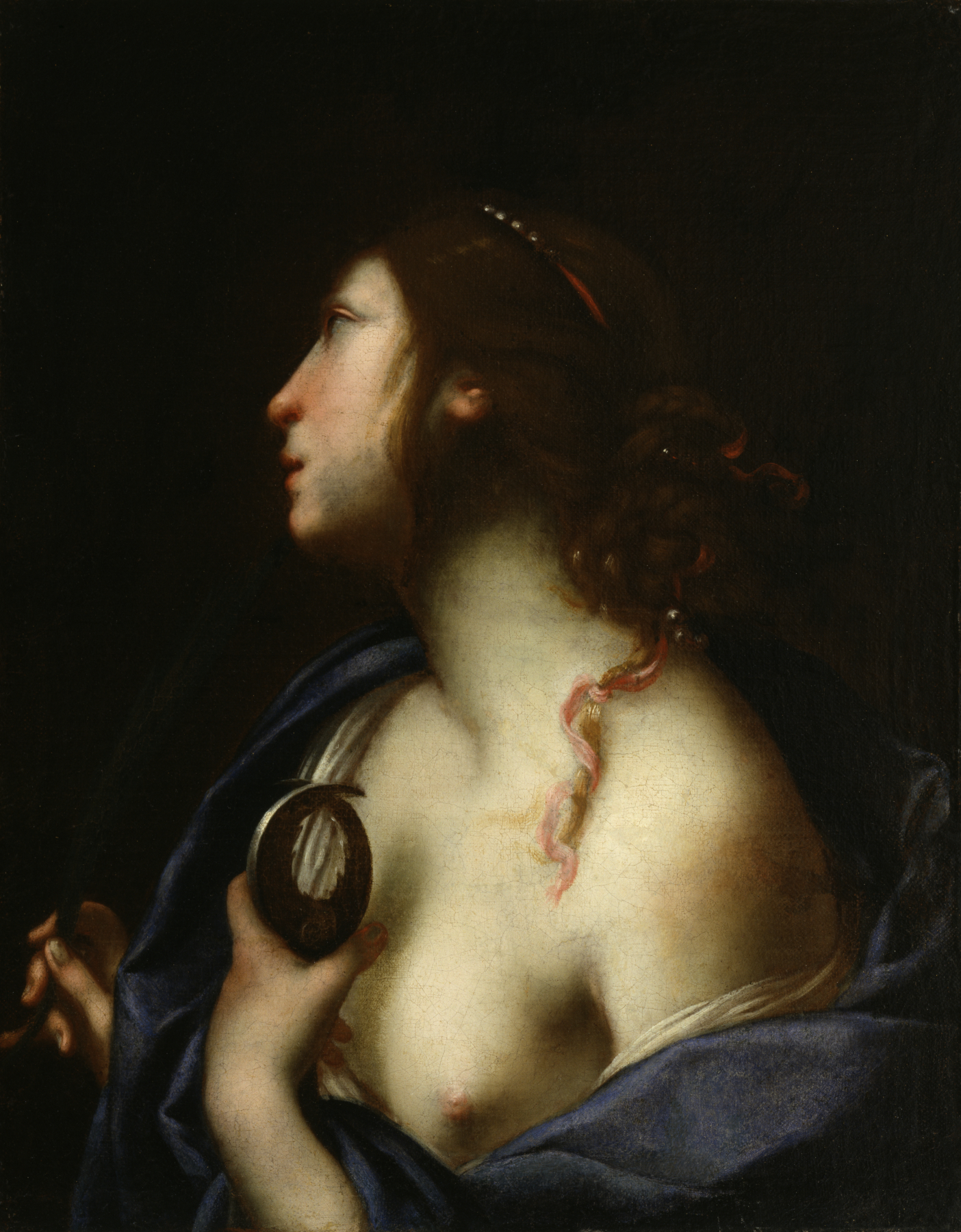
«Свята Агата», Художній музей Волтерс

У період 1639-1642 років виконав у Флоренції дві фрески в палаццо Пітті. Це два люнети з сюжетами «Платонівська академія на віллі в Кареджі» та «Алегорія смерті Лоренцо Пишного».

### Священик Франческо Фуріні
У віці сорок років він круто міняє спосіб життя з вільного художника на священика. Місцем служіння обирає Сант-Ансано в Муджелло. Через два роки він помер.

## Вибрані твори
- «Аврора і Кефал », 1624

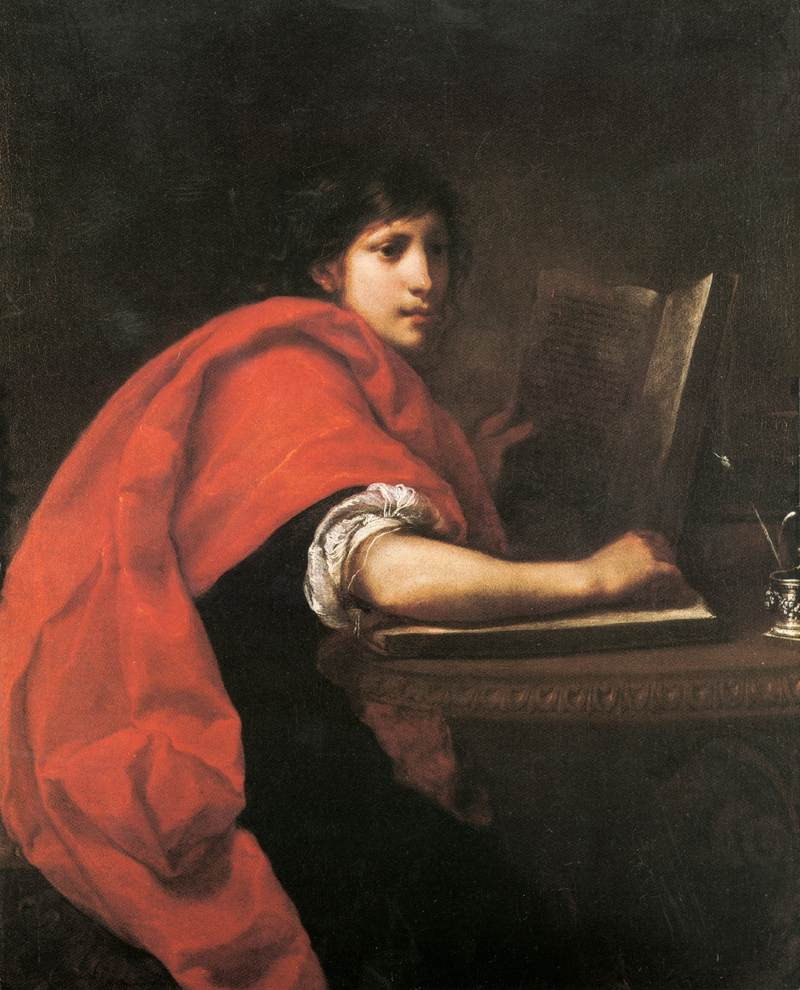
«Євангеліст Іван », 1630, Ліон, Франція.

- «Венера біля тіла убитоно Адоніса», Музей образотворчих мистецтв (Будапешт)
- «Андромеда, прикута до скелі», Ермітаж[3]
- «Алегорія Живопису і алегорія Поезії », 1626
- «Алегорія християнської віри», 1645
- «Євангеліст Іван », 1630
- «Андромеда », 1630, Музей образотворчих мистецтв (Будапешт)[4]
- « Гілас і німфи », 1630, палаццо Пітті
- « Лот і доньки », 1634
- « Юдиф у наметі убитого Олоферна », 1636, Рим
- «Артемізія»
- «Марія Магдалина », різні варіанти
- «Свята Агата», Художній музей Волтерс, Сполучені Штати
- «Розп'яття з двома янголами і передстоячими Марією Магдалиною, Св. Іваном Хрестителем і Св. Вартоломеєм »
- Фрески, салон, палаццо Пітті
- «Гри грації », Ермітаж[3]
- « Св. Себастьян», Мюнхен
- «Адам і Єва біля дерева Пізнання»
- «Вигнання з Раю Адама і Єви»

## Галерея вибраних творів

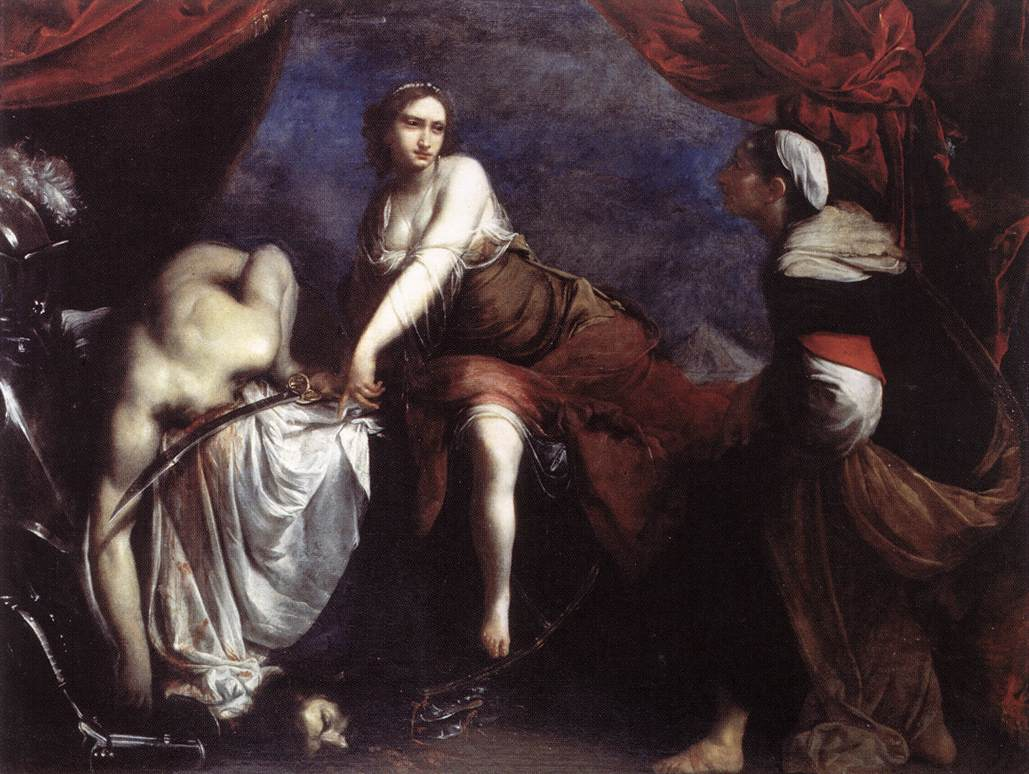
« Юдиф у наметі убитого Олоферна», 1636, Національна галерея старовинного мистецтва (Рим)

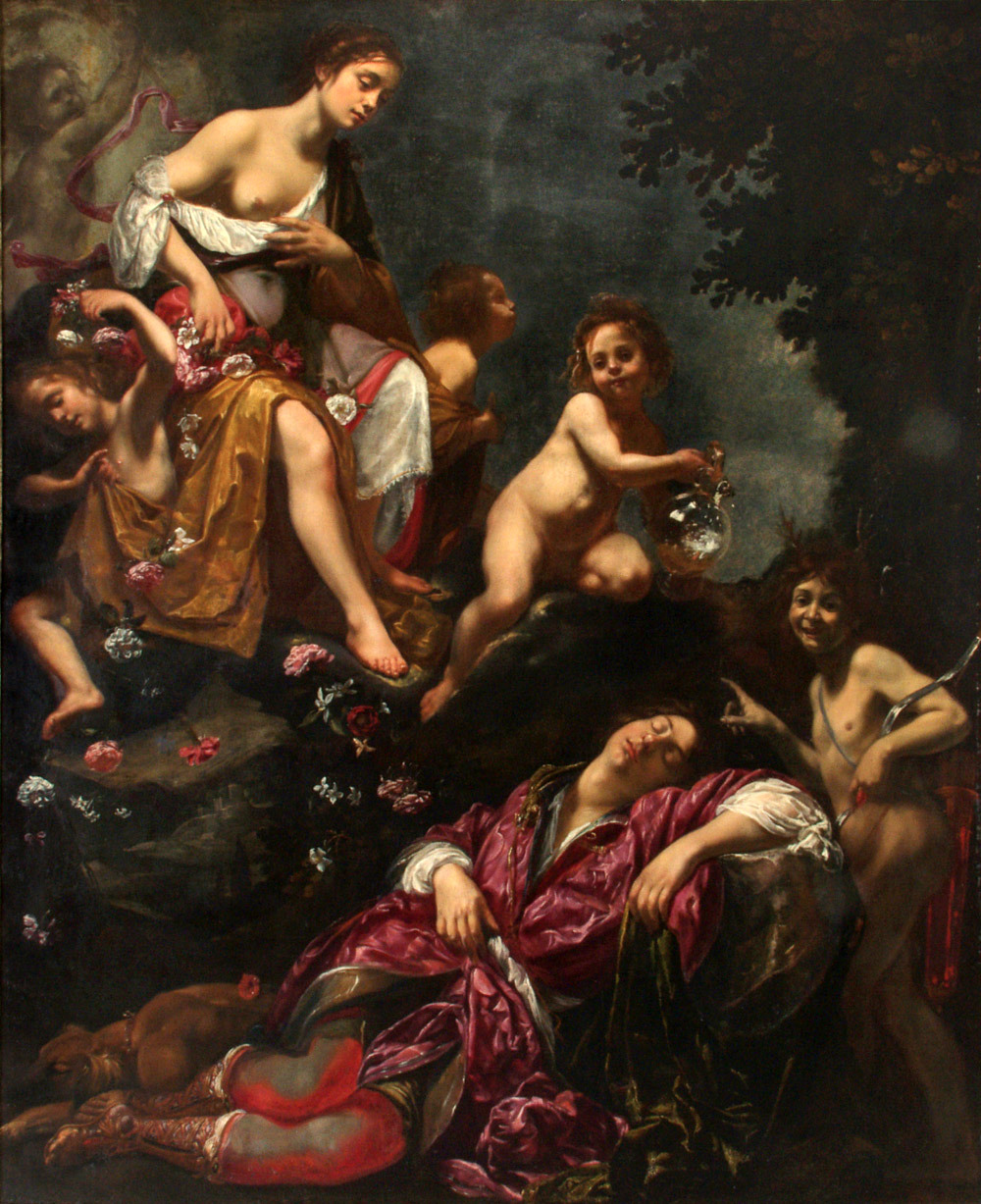
«Аврора і Кефал », 1624
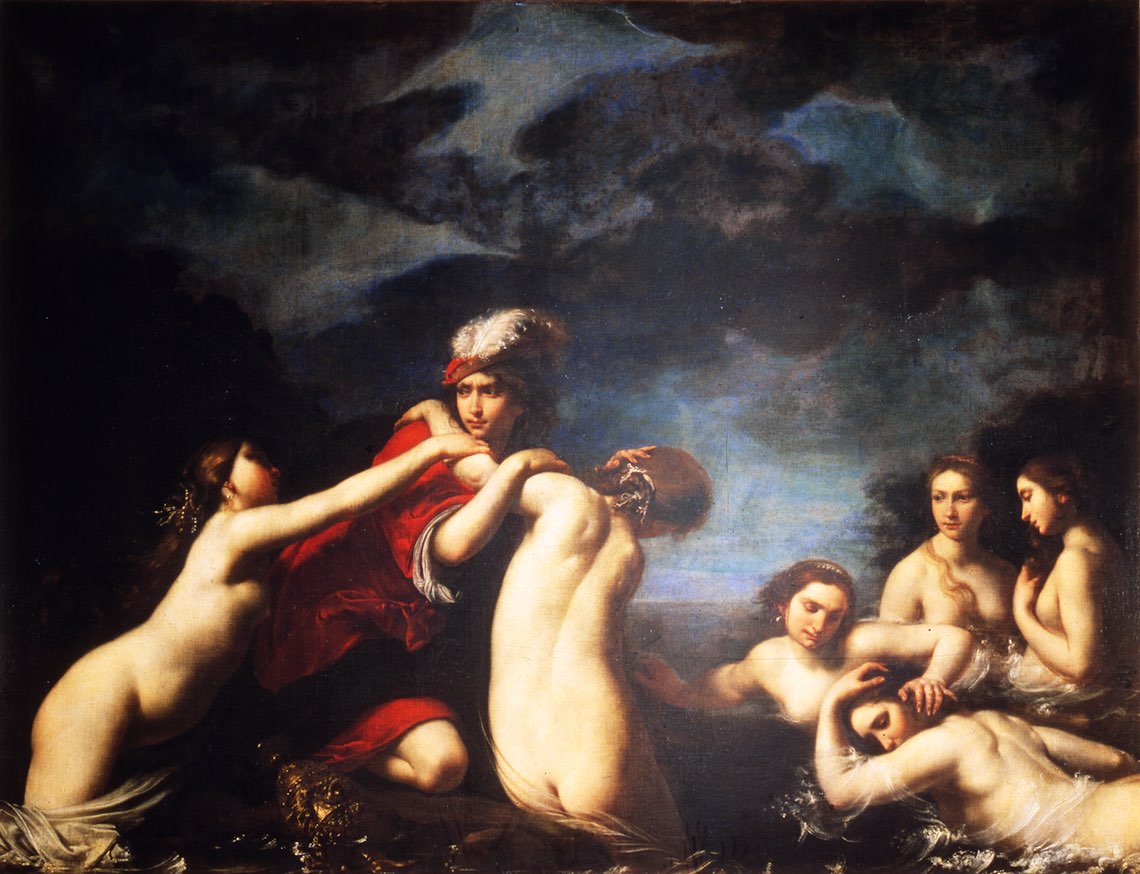
«Гілас і німфи», 1630, палаццо Пітті
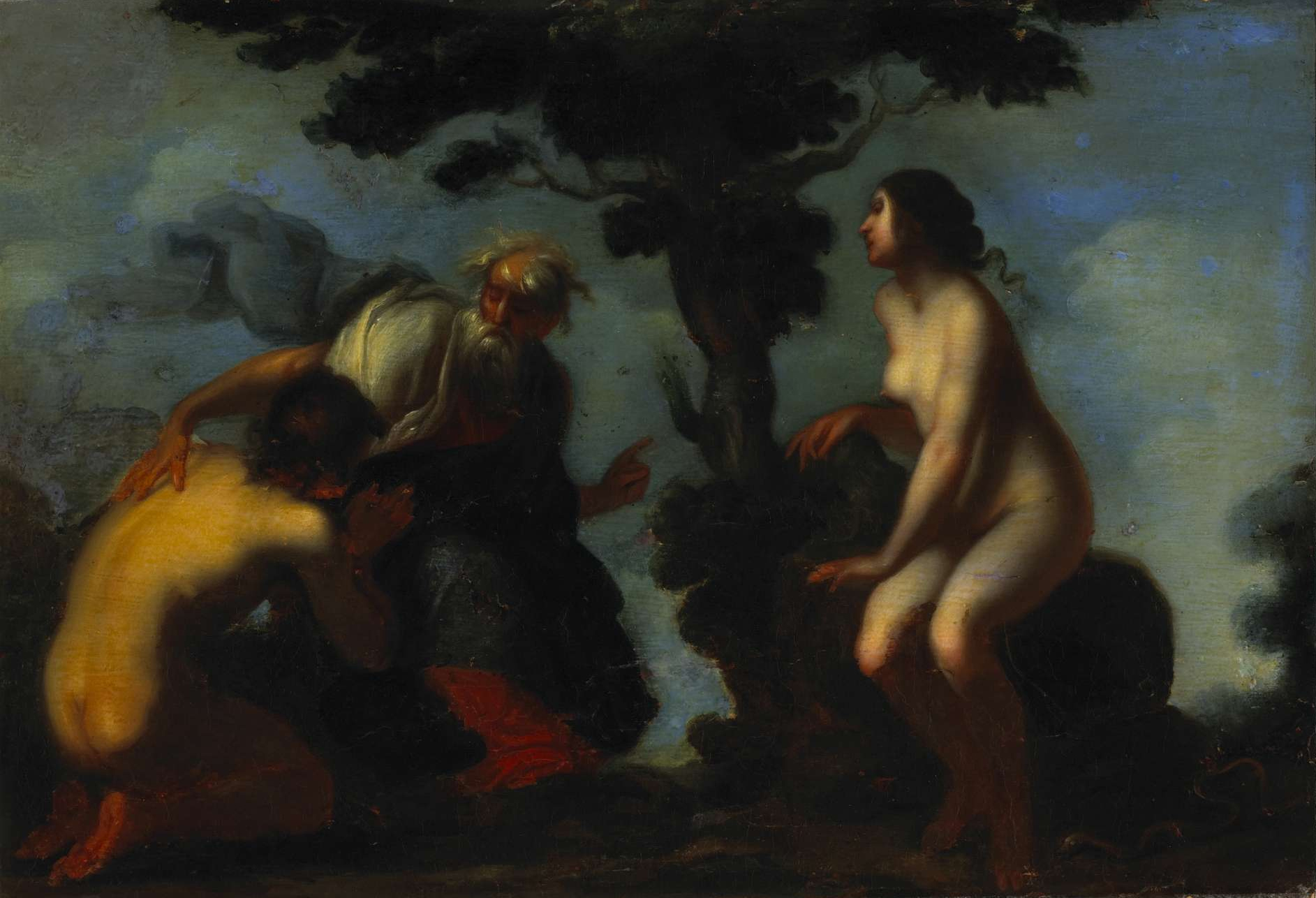
«Адам і Єва біля дерева Пізнання»